# Rowo (Kandangan)
Rowo is een bestuurslaag in het regentschap Temanggung van de provincie Midden-Java, Indonesië. Rowo telt 2379 inwoners (volkstelling 2010).